# Grupo de los Diez
El Grupo de los Diez o G-10 se refiere al grupo de países que accedieron participar en el «Acuerdo General de Préstamos» (GAB), establecido en 1962, cuando los gobiernos de ocho países miembros del Fondo Monetario Internacional (FMI) —Bélgica, Canadá, Francia, Italia, Japón, los Países Bajos, el Reino Unido y los Estados Unidos— y los bancos centrales de otros dos, Alemania y Suecia, accedieron a aportar más recursos para aumentar la cantidad de dinero disponible para los préstamos del FMI (bajo ciertas circunstancias, incluso a países que no son miembros del grupo).
Desde su fundación, esta organización ha propuesto e implementado muchos cambios dentro del Sistema Monetario Internacional. El GAB fue fortalecido en 1964 con la integración de Suiza, que entonces no era miembro del FMI, aunque el nombre del G-10 no se alteró (G-7 + Bélgica, Países Bajos, Suecia y Suiza). El Grupo de los Diez firmó el Acuerdo Smithsoniano en diciembre de 1971, reemplazando el tipo de cambio fijo mundial por el régimen del tipo de cambio flotante.
Sus oficinas centrales están ubicadas en París (Francia). 
El G-10 tiene dos «países asociados», Luxemburgo por la Unión Económica Belgo-Luxemburguesa y desde 2001, España que entró a formar parte de los representantes del Comité de Basilea. 
También incluye a los observadores oficiales de las siguientes organizaciones internacionales: el Banco de Pagos Internacionales, la Comisión Europea, el Fondo Monetario Internacional (FMI) y la Organización para la Cooperación y el Desarrollo Económico (OCDE).
Los ministros y secretarios de finanzas, junto con los gobernadores de los bancos centrales, tienen reuniones anuales en conexión con las reuniones del Fondo Monetario Internacional y el Banco Mundial. Actualmente, los países del G-10 son miembros del G-12.

## Representantes
| País           | Líder                                              | Ministro de Finanzas        | Ministro de Cooperación | Ministro de Asuntos Exteriores | Presidente del Banco Central |
| -------------- | -------------------------------------------------- | --------------------------- | ----------------------- | ------------------------------ | ---------------------------- |
| Alemania       | Canciller Friedrich Merz                           | Lars Klingbeil              | Reem Alabali-Radovan    | Johann Wadephul                | Joachim Nagel                |
| Canadá         | Primer ministro Mark Carney                        | François-Philippe Champagne | Mélanie Joly            | Mélanie Joly                   | Stephen S. Poloz             |
| Estados Unidos | Presidente Joe Biden                               | Janet Yellen                | Antony Blinken          | Antony Blinken                 | Jerome Powell                |
| Francia        | Presidente Emmanuel Macron                         | Bruno Le Maire              | Catherine Colonna       | Catherine Colonna              | François Villeroy de Galhau  |
| Francia        | Primer ministro François Bayrou                    | Bruno Le Maire              | Catherine Colonna       | Catherine Colonna              | François Villeroy de Galhau  |
| Italia         | Presidenta del Consejo Giorgia Meloni              | Giancarlo Giorgetti         | Antonio Tajani          | Antonio Tajani                 | Ignazio Visco                |
| Japón          | Primer ministro Shigeru Ishiba                     | Shunichi Suzuki             | Yoshimasa Hayashi       | Yoshimasa Hayashi              | Kazuo Ueda                   |
| Reino Unido    | Primer ministro Keir Starmer                       | Rachel Reeves               | David Lammy             | David Lammy                    | Andrew Bailey                |
| Bélgica        | Primer ministro Bart De Wever                      | Jan Jambon                  | Maxime Prévot           | Maxime Prévot                  | Pierre Wunsch                |
| Países Bajos   | Primer ministro Dick Schoof                        | Eelco Heinen                | Caspar Veldkamp         | Caspar Veldkamp                | Klaas Knot                   |
| Países Bajos   | Primer ministro Dick Schoof                        | Marnix van Rij              | Caspar Veldkamp         | Caspar Veldkamp                | Klaas Knot                   |
| Suecia         | Primer ministro Ulf Kristersson                    | Elisabeth Svantesson        | Johan Forssell          | Tobias Billström               | Stefan Ingves                |
| Suiza          | Presidenta de la Confederación Karin Keller-Sutter | Guy Parmelin                | Ignazio Cassis          | Ignazio Cassis                 | Thomas Jordan                |
| Suiza          | Presidenta de la Confederación Karin Keller-Sutter | Karin Keller-Sutter         | Ignazio Cassis          | Ignazio Cassis                 | Thomas Jordan                |